# Dilwale Dulhania Le Jayenge
Dilwale Dulhania Le Jayenge (Hindi: दिलवाले दुल्हनिया ले जायेंगे; Italiano: "Il coraggioso prenderà la sposa"), noto anche come DDLJ, è un film indiano. È uscito in anteprima il 19 ottobre 1995 ed è stato pubblicato a livello nazionale il 20 ottobre 1995. Dilwale Dulhania Le Jayenge è stato diretto da Aditya Chopra, e i protagonisti Shahrukh Khan, Kajol e Amrish Puri.
Il film ha guadagnato oltre 580 milioni di Rs in India e 175 milioni di Rs all'estero ed è diventato il più grande successo di Bollywood dell'anno, nonché uno dei più grandi successi di tutti i tempi. Nel febbraio 2010, il film ha stabilito un record completando 750 settimane di proiezioni continue nei teatri di Mumbai, il 20 ottobre 2009 ha toccato i 15 anni di proiezione non-stop. Indiatimes Film lo ha classificato tra i 25 Bollywood Films più visti.

## Trama
Simran Singh è una giovane NRI (migrante di origine indiana) di Londra di circa 20 anni, seria al limite del serioso e molto devota alla famiglia: l’autoritario e tradizionalista padre Baldev, che gestisce un negozio in città, la madre Lajwanti detta Lajjo, casalinga dolce e comprensiva, e la sorellina di 12 anni Rajeshwari detta Chutki, intelligente e vivace. 
Simran sogna di trovare l’amore, anche se il suo stile di vita timorato non le ha mai dato l’occasione di conoscere ragazzi (Mere khwabon main). Le sue fantasie vengono però bruscamente troncate quando giunge a casa una lettera da parte di un amico d’infanzia di Baldev, che li invita a tornare nel Punjab per onorare la promessa reciproca che i due uomini si erano fatti molti anni prima: Simran sposerà suo figlio Kuljit.
Baldev, al settimo cielo per la felicità di coronare il suo sogno e tornare in India, scambia per modestia la reazione contrariata di Simran, mentre la madre la capisce.
Simran accetta di obbedire al padre ma gli chiede, prima di seguirlo in un Paese in cui non ha mai vissuto per sposare un uomo che non ha mai visto, di concederle un viaggio di un mese in Europa con le amiche, e lui accetta. 
Nel frattempo Raj Malhotra, giovane NRI londinese scapestrato e festaiolo, ottiene il medesimo favore dal padre Dharamvir, che ha fatto una notevole fortuna in Inghilterra e lo ha cresciuto con una mentalità fortemente occidentalizzata, secolarizzata e permissiva affinché il ragazzo ricevesse tutti i benefici dei duri sacrifici fatti dal padre. 
I due giovani si incontrano non appena saliti sul treno, e Raj inizia subito a corteggiare Simran, la quale oppone un atteggiamento di ostentata freddezza.
I due gruppi di amici finiscono per trascorrere l’intera vacanza insieme tra mille divertenti avventure. Un giorno Raj e Simran, occupati nell’acquisto di souvenir, perdono il treno e si trovano a passare ventiquattr’ore da soli prima di potersi ricongiungere col gruppo, finendo per avvicinarsi molto (Zarasa joom loon main).
Se dapprima le intenzioni di Raj erano giocose al punto da fare il galante al contempo anche con una delle amiche di Simran evidentemente più ben disposta, il ragazzo si rende conto progressivamente di tenere a lei; se inizialmente Simran disdegnava gli scherzi e la sfacciataggine di lui, finisce per sciogliersi e affezionarsi. La prospettiva dell’imminente matrimonio combinato che attende Simran addolora entrambi. 
Subito dopo essersi salutati al termine del viaggio i due si rendono conto di essere davvero innamorati (Ho gaya hai tujko). 
Simran si confida con madre, ma quando il padre ode di nascosto la loro conversazione, furibondo decide che si partirà per il Punjab immediatamente.
Giunta in India, Simran si sforza di dimenticare Raj, incoraggiata dalla madre, che le chiede perdono per non essere riuscita a darle una vita diversa dalla propria e le rivela che per le donne nella loro condizione non c’è scelta. 
Nel frattempo però Raj, sostenuto incondizionatamente dal padre, la raggiunge con l’intento di sottrarla al suo destino. Dopo un emozionante ricongiungimento celati tra gli alti steli di senape nei dintorni della casa della nonna di Simran (Tujhe dekha toh), Raj mette in chiaro che non intende portarla via di nascosto, ma non se ne andrà finché non avrà ottenuto la sua mano alla luce del sole, col consenso del padre di lei. 
Mentre la festa di fidanzamento ufficiale viene fissata di lì a due giorni e il matrimonio alla fine del mese, Raj mette a punto un piano per conquistare l’affetto e il consenso di tutti. Dapprima inscena l’attacco di una tigre ai danni del promesso sposo di Simran solo per poter fingere di salvarlo e diventare suo amico; quando poi gli fa credere di essere lì per investire un’enorme somma di denaro in un latifondo, Kuljit gli spalanca le porte di casa e Raj diventa una vera e propria attrazione locale, ma le cose si complicano quando i genitori di Kuljit gli offrono la mano dell’altra figlia Preeti, che era già sembrata molto colpita da Raj fin dal primo momento. Di fronte a questa prospettiva Raj prende tempo, in quanto ha bisogno di rimanere lì, ma non vuole compromettere l’onore di Preeti. Nel frattempo Raj si mostra servizievole, gentile e ammaliante con l’intera famiglia di Simran, entrando nelle grazie di tutti, tranne che di Baldev, freddo e diffidente. 
Passano i giorni, si celebra il fidanzamento (Mehndi laga ke rakhna) e fervono i preparativi per le nozze, non senza qualche screzio tra Raj e Simran dovuto alla tensione della situazione. Durante i loro casti incontri furtivi sul tetto della casa i due vengono scoperti prima dalla sorella e poi dalla madre di lei, le quali segretamente li appoggiano, ma concordano sul fatto che Baldev non recederà mai dalla parola data all’amico e non approverà mai la loro unione. Nel frattempo giunge anche il padre di Raj, che dapprima crea involontariamente ulteriori equivoci, ma poi lo aiuta e lo sostiene. 
La situazione precipita quando la nonna di Simran si ammala, sente di essere arrivata alla fine dei propri giorni e chiede alla famiglia di anticipare le nozze al giorno successivo per poter vivere quest’ultima gioia e vedere sistemata la nipote. Nonostante Simran, Lajjo e Dharamvir preghino Raj di acconsentire ad una fuga d’amore, lui è irremovibile sul fatto che porterà via Simran solo come sua sposa con la benedizione di Baldev. 
La mattina del matrimonio, Baldev trova una fotografia di Simran e Raj insieme durante il viaggio in Europa e capisce tutto il raggiro. Si scaglia furibondo contro Raj, il quale ammette tutto e accetta schiaffi e umiliazioni senza contraddirlo, prima di scusarsi con le famiglie di Simran e Kuljit e prepararsi ad andarsene. Simran, vestita da sposa e sottrattasi alla rituale pittura delle mani con l’henné, sopraggiunge per difenderlo, ma Raj afferma che per quanto il loro amore sia immenso, la saggezza di un padre lo è di più, e di sicuro suo padre sta facendo il suo bene anche facendola soffrire. 
Recatosi alla stazione col proprio padre, Raj spera che Baldev comprenda le sue ragioni e torni sui propri passi. Sopraggiunge invece Kuljit con molti amici, che aggrediscono violentemente i due. Avvertite della rissa, sopraggiungono Simran e le due famiglie. 
Mentre il treno che porta via Raj sta partendo, Baldev tiene saldamente Simran per un braccio, mentre lei lo supplica di lasciarla andare con lui. Il padre infine acconsente, apre la mano e la esorta a vivere la sua vita. 
Con una corsa a perdifiato Simran riesce ad afferrare la mano di Raj e salire sul treno appena prima che lasci la stazione, sotto lo sguardo sollevato e felice delle altre donne. 

## Filmfare Awards
- 1996 Filmfare Best Movie Award: Yash Chopra
- 1996 Filmfare Best Director Award: Aditya Chopra
- 1996 Filmfare Best Actor Award: Shahrukh Khan
- 1996 Filmfare Best Actress Award: Kajol
- 1996 Filmfare Best Supporting Actress Award: Farida Jalal
- 1996 Filmfare Best Comedian Award: Anupam Kher
- 1996 Filmfare Best Lyricist Award: Anand Bakshi, Tujhe Dekha
- 1996 Filmfare Best Screenplay Award: Aditya Chopra
- 1996 Filmfare Best Dialogue Award: Aditya Chopra, Javed Siddiqi
- 1996 Filmfare Best Male Playback Award: Udit Narayan, Mehndi Lagake Rakhna

## National Film Awards
- 1995 National Film Award for Best Popular Film Rajat Kamal (Silver Medal).